# Kamel Louafi
Kamel Louafi (* 1952 in Batna) ist ein deutsch-algerischer Landschaftsarchitekt, der durch den ersten Preis des internationalen landschaftsarchitektonischen Wettbewerbes und die Realisierung der Gärten der Weltausstellung EXPO 2000 in Hannover national und international bekannt geworden ist.
Er entwarf und gestaltete unter anderem den Königsplatz in Kassel (2003), „Le Jardin de Bocage“ in Bremen (2004) und den Opernplatz in Hannover (2007). Er entwarf aber auch den Garten der vier Ströme und den Saal der Empfänge in den Gärten der Welt in Marzahn (2005 und 2009), eine Neuordnung der Valkeniersweide Parkanlage in Rotterdam (2003) sowie Gartenanlagen in Abu Dhabi, Katar und Saudi-Arabien.
Zu den von Kamel Louafi realisierten Projekten gehören u. a. die Freianlagen für den Campus Nord der Humboldt-Universität zu Berlin, der Suez-Garten für die Internationale Gartenschau in Hamburg, die Realisierung des ebenfalls im Wettbewerb gewonnenen Place de la Résistance in Esch-sur-Alzette/Luxemburg, die Umgestaltung des Welfengartens in Hannover als Teil der Herrenhäuser Gärten.

## Leben
Nach dem Studium der Topografie (1973) arbeitete Kamel Louafi von 1974 bis 1978 in Algerien in einem deutsch-algerischen Forstinventur- und Landesentwicklungprojekt als Kartograf für die Forstinventur der Beni-Imloul. Er war auch Mitarbeiter im Architekturbüro M. S. Louafi in Batna in Algerien.
Er nahm 1980 ein Studium der Landschaftsarchitektur an der Technischen Universität Berlin auf.
Von 1986 bis 1996 arbeitete er als freier Mitarbeiter an verschiedenen Projekten in Luxemburg und Berlin. Er ist Mitglied der Architektenkammer Berlin und gründete 1996 das Landschaftsarchitekturbüro Kamel Louafi.
In den Jahren 2000 bis 2009 war er Kurator der Architektur-Galerie AEDES Berlin. Er war außerdem Jury-Mitglied in verschiedenen nationalen und internationalen Wettbewerben, lehrte an der Deutschen Stiftung für internationale Entwicklung in Bonn, des Weiteren an den Universitäten Berlin, Barcelona, Batna, Paris, Oslo und Lüneburg.
Er veröffentlichte zahlreiche Werke zum Thema Landschaftsarchitektur und Landschaftskunst.
Kamel Louafi hat sich 2019 aus dem operativen Geschäft zurückgezogen und ist weiterhin als Künstler, Autor und Filmemacher tätig.
Sein Heimatland Algerien hat Kamel Louafi 2022 den Algerischen Staatspreis für Architektur und Stadtplanung für seinen Entwurf des Orientalisch-Islamischen Gartens und dem Saal der Empfänge in den Gärten der Welt in Berlin-Marzahn verliehen. Darüber hinaus ehrte ihn seine Heimatstadt Batna 2022 für sein Lebenswerk mit dem Aurassis-Preis.
Im April 2023 wurde er mit dem Bundesverdienstkreuz für sein Lebenswerk ausgezeichnet. 2023 hat ihm die Deutsch-Arabische Gesellschaft den Carsten-Niebuhr-Preis für den internationalen Kulturaustausch verliehen.

## Künstlerische Praxis
Kamel Louafi stellt die kulturelle Bedeutung von Freianlagen (Parks, Gärten, Plätzen etc.) in den Vordergrund seiner künstlerischen Praxis. Das Zusammenspiel von öffentlichen und privaten Freiräumen soll ein vielfältiges und vielfach nutzbares Erscheinungsbild aufweisen, in dem das Wachstum und die Jahreszeiten ablesbar sind. Seine Arbeit ist insbesondere von zwei wesentlichen Elementen geprägt, die Arabeske, auf Italienisch: arabesco, auf Deutsch: arabisch, maurisch, orientalisch und die Broderie, französisch für ‚die Stickerei‘, die sich beide im islamischen und in der europäischen Geschichte der Kunst und Kultur wiederfinden.

## Ehrungen
- 2022 für sein Lebenswerk mit dem Aurassis-Preis seiner Heimatstadt Batna[2]
- 2023 für sein Lebenswerk mit dem Bundesverdienstkreuz[3]
- 2024 Architekturpreis in Silber der Fondation Geste d'or in Paris (Grand prix - geste d'argent)[4]

## Realisierte Projekte (Auswahl)
- Gärten der Weltausstellung EXPO 2000, Hannover (1996–2000)[5]
- Höfe und Terrassen der Deutschen Ausgleichsbank, Kronenstraße/Glinkastraße Berlin (2000)
- Seemansgarten, IGA Rostock (2001)
- Scheich-Zayed-Moschee, Abu Dhabi (2002–2003)
- Königsplatz Kassel, (2003–2004)
- Orientalischer Garten, Berlin (2004–2005)[6]
- Bocage Park Flughafenpark, Bremen (2008–2009)[7]
- Opernplatz Hannover (2008–2010)[8][9]
- Trammplatz Hannover (2015)
- Gedenkort Klinkerwerk, Sachsenhausen (2015)
- Aedes Campus Berlin (2015)
- Place de la Résistance, Esch-sur-Alzette, LU (2013)[10]
- Aquapark Palmerie Biskra, Algerien (2017)
- Welfengarten Hannover (Umgestaltung) (2015–2018)[11]

Quelle:

## Veröffentlichungen (Auswahl)
- Die Gärten der Weltausstellung auf dem Kronsberg: Realisierung als Metamorphose. Die Entwürfe und die Umsetzung des Gartenarchitekten in dem Expo-Park Süd. Aedes Verlag; Expo 2000 GmbH 2000
- Le Jardin Oriental. Galerie Aedes West, 2005
- Die Gärten der Weltausstellung auf dem Kronsberg, Realisierung als Metamorphose. Galerie Aedes West, 2000
- Urbane Landschaften. Galerie Aedes West 2009, ISBN 978-3-937093-09-3
- Landscape Interventions – City Paradises. Jovis Verlag 2011, ISBN 978-3-86859-107-1[13]
- Green Islands in the City - 25 Ideas for Urban Gardens. Jovis Verlag, 2013, ISBN 978-3-86859-263-4.
- Public Spaces - What for? Jovis Verlag, 2016, ISBN 978-3-86859-446-1.
- IMAGINATION - Stadtlandschaften zwischen Okzident und Orient. Jovis Verlag, 2017, ISBN 978-3-86859-482-9.
- Louafi's Hannoversche Landschaften - Louafi erklärt seine Liebe zu Hannover. Leuenhagen & Paris, 2018, ISBN 978-3-945497-07-4.
- Kunst Stationen - Zwischen Architektur und Kunst. Palm Art Press, 2018, ISBN 978-3-96258-001-8
- Choreography of Landscape. Leuenhagen & Paris, 2020, ISBN 978-3-945497-11-1